# Штаб-квартира АДНОК
Штаб-квартира ADNOC, национальной нефтяной компании Абу-Даби представляет собой офисный комплекс небоскреб в Абу-Даби, Объединенные Арабские Эмираты.
В здании используются энергоэффективные и устойчивые инженерные технологии, такие как двойной фасад, светодиодное наружное освещение. Спроектированный HOK, общий комплекс зданий состоит из более чем 65 этажей с офисной башней, клубом Corniche, SPC и Центром управления кризисными ситуациями, музеем наследия и другими вспомогательными объектами.